# Breanna Sinclairé
Breanna Sinclairé (nacida en 1991) es una cantante estadounidense afincada en California. En junio de 2015, se convirtió en la primera mujer transgénero en cantar el himno nacional estadounidense en un evento deportivo profesional.

## Biografía
Sinclairé fue criada en Baltimore por padres que tocaban varios instrumentos musicales. Fue sobre todo su abuela quien animó a Sinclairé a cantar en el coro de la iglesia bautista y a interesarse por la ópera, interpretando grabaciones de cantantes afroamericanos como Jessye Norman, Marian Anderson y Leontyne Price. Su abuela también la llevó a ver su primera ópera, Madame Butterfly, y la ayudó a inscribirse en la Escuela de Artes de Baltimore. A pesar de su interés en la ópera, su madre la envió a la Universidad Kingswood en New Brunswick, Canadá, con la esperanza de que se convirtiera en pastora.
Sinclairé pronto dejó la escuela y pasó varios meses en la ciudad de Nueva York antes de que finalmente lograra perseguir sus aspiraciones de canto después de obtener una beca del Instituto de Artes de California. Durante su último año, comenzó su transición a veces dolorosa, pero encontró aliento al poner su mirada en el papel principal de Carmen, "esa mujer atrevida y segura de sí misma". Luego recibió su maestría en el Conservatorio de Música de San Francisco en 2014, asistida en particular por Ruby Pleasure. Después de estudiar con Sheri Greenawald en la Ópera de San Francisco comenzó a interpretar repertorio como soprano lírico.
En junio de 2015, Sinclairé hizo historia al convertirse en la primera mujer transgénero en cantar The Star-Spangled Banner en un evento deportivo profesional cuando cantó en el Oakland Athletics Stadium ante una multitud de 30.000 espectadores en un partido entre los Oakland Athletics y los San Diego Padres.
Sinclairé cantó el tema de un documental, Mezzo, que se proyectó en el Festival de Cine Transgénero de San Francisco de 2016.